# Cairngorms
Cairngorms je horské pásmo na východě Skotské vysočiny ve Skotsku, které je úzce spojováno s horou stejného jména, Cairn Gorm.

## Název
Pohoří je obvykle označována jako Cairngorms – toto "moderní" použití slova Cairn Gorm reprezentuje celou škálu potenciálních omylů – Adam Watson (1975) odkazuje na to jako na přezdívku a vysvětluje, že bývalý název pohoří Am Monadh Ruadh neboli červené kopce je rozlišující od Am Monadh Liath - šedé kopce ležící na západ od řeky Spey .
Podíváte-li se od Aviemore za jasného večera, žulové suti Lairig Ghru a Braeriachu dělají záři teplé červené na slunci. Název Am Monadh Ruadh stále žije mezi nejstarší lidem v Strath Spey, i když už dávno byl zvenčí nahrazen pojmenováním "Cairngorms" na mapách a v průvodcích.
Watson (1975)
Ironicky, pojmenování pohoří po Cairn Gorm zdánlivě vytváří rozpor, protože Cairn Gorm znamená Modrý Cairn takže by se doslova červené kopce změnili na modré, čímž mění starý název úplně. Tato zjevená ironie nemůže chybět v obou názvech, které byly použity v pojmenování národního parku, který zahrnuje i samotné celé pohoří. Oficiální anglické jméno Národní park Cairngorms, se překládá do skotské gaelštiny jako Národní park modré kopce s jeho gaelským podtitulem Pairc Naiseanta Mhonaidh Ruaidh, který se přeloží zpátky do angličtiny jako Národní park červené kopce . Nicméně, galské gorm je také používáno jako přídavné jméno a sloveso a znamená zelené nebo ozelenění, kdy se často používá v souvislosti s rostoucí trávou. Monadh Ruadh tak odkazuje na barvu půdy a Cairn Gorm odkazuje na zelenou krajinu.
V knize Alexander (1928) se autor odvolává na návštěvu plukovníka T. Thorntona v této oblasti kolem roku 1786 a jeho knihu Sporting Tour publikovanou v roce 1804, v které popisuje Cairngorms jako pásmo a pokračuje:
Použití výrazu "Cairngorms" ve významu skupina muselo být dobře zavedené na počátku devatenáctého století, protože jsme ho našli v knize plukovníka Thornton Sporting Tour (1804), kde je odkaz na "záři vykukující nad ohromnými Cairngorms"
Alexander (1928) (p21)
Z obou zdrojů Alexander (1928) a Watson (1975) zřejmě vyplývá, že kniha plukovníka Thorntona, kde byl poprvé použit termín Cairngorms, se odkazuje na celou skupinu.
Spor o název Cairngorms je příkladem dalších rozepří kolem tohoto pohoří, které mají schopnost produkovat bouřlivé reakce u lidí, kteří uvažují o horách s láskou.

## Umístění a oblast
I když Cairngorms leží uvnitř národního parku Cairngorms, je jen jednou z jeho částí. Adam Watson (1975) vymezuje hlavní část masivu Cairgorn jako místo mezi městem Aviemore na severozápadě, údolím Glen Gairn, vesnicí Braemar na jihovýchodě a údolím Glen Feshie na jihozápadě.
Přibližná jižní hranice probíhá od mírně východně od Braemau, západní podél údolí Glen Dee směrem k mostu White Bridge, přes údolí Glen Geldie směrem na konec údolí Glen Feshie. Západní hranice klesá údolím Glen Feshie (severně) a řekou Spey směrem Aviemore. Severní hranice vede přibližně východně od Aviemore přes údolí Glen More k údolí Glen Avon. Východní hranice pak vede (jižně) nahoru údolím Glen Avon a přes Am Bealach Dearg mírně východně od Braemaru.
Na jih od Cairngorms je samostatné zřetelné horské pásmo, Grampiány. Watson (1975) je popisuje jako táhnoucí se od Drumochteru na západě až téměř k moři jižně od Aberdeen .
Gordon (1925) vykresluje oblast Cairngorms ještě zřetelněji: předsádka knihy zobrazuje mapu tak, že městečko Aviemore, řeka Feshie River Dee a Creag Choinnich prostě patří na mapu, zatímco údolí Glen Geldie a údolí Glen Gairn už ne.
Před regionalizací Skotska v roce 1975 většina pohoří Cairngorms byla v hrabství Aberdeenshire, a zbytek na západě zasahoval do hrabství Inverness a na severu do hrabství Banffshire.

## Přístup
V přísném vymezení oblasti Cairngorms, jak je popsáno výše, přes pohoří Cairngorms nejsou žádné veřejné silnice. Všechny buď obchází Cairngorms nebo končí pod horami – poskytují pouze přístup do nich. Historicky byli pěší chodci schopni přejít Cairngorms po tradičních trasách přes Lairig Ghru, a Lairig Laoigh, nebo kolem nich sledujíc směr Glen Dee – Glen Feshie a Bealach Dearg.
Od jihu a jihovýchodu končí motorizovaný přístup u vodopádů Linn of Dee, nebo v lokalitě Allanaquoich. Ze severozápadu silnice prochází Coylumbridge, Glenmore a Sugarbowl a končí na parkovišti u lyžařského střediska Cairngorm.

## Topografie
Pohoří Cairngorms se skládá z velké vyvýšené plošiny obklopené nízkými, zaoblenými ledovcovými horami.
Ačkoliv to není přesně vzato jedna plošina, pohoří Cairngorms dává pocit, že se jedna jen o jednu plošina, protože sedla, které prochází skrze něj nejsou příliš nízko položeny. Skotský biolog Adam Watson udává nejvyšší bod sedel Lairig Ghru jako 835 m, Lairig Laoigh jako 740 m a sedla Sneck jako 970 m. Topograficky to znamená, že osoba může přejít z masivu Cairntoul (1293 m) – Braeriach (1296 m) na masiv na Ben Macdui (1309 m) – Cairn Gorm (1245 m) a na masiv Beinn "Bhùird (1196 m) - Ben Avon (1171 m), aniž sestoupí pod úroveň sedla Lairig Laoigh 740 m.
Pohoří Cairngorms se stalo součástí druhého skotského národního parku (viz Národní park Cairngorms) dne 1. září 2003. Národní park v rámci správního členění Skotska patří do oblastí Aberdeenshire, Moray, Angus, Perth a Kinross a Highland.

## Hory
Pohoří Cairngorms se může pochlubit nejvyšším, nejchladnější a nejzasněženějším platem na Britských ostrovech a je místem, kde leží pět ze šesti nejvyšších hor ve Skotsku:
- Ben Macdhui (1309 m)
- Braeriach (1296 m)
- Cairn Toul (1293 m)
- Sgor k Lochain Uaine (1258 m)
- Cairn Gorm (1245 m)

Tyto hory jsou tzv. Munro (hory vyšší než 3000 stop. Dále je v celé oblasti dalších 13 hor s touto kategorizací, z nichž dalších pět patří mezi dvacet nejvyšších vrcholů v zemi.
Poté co královna Victoria vylezla dne 7. října 1859 na vrchol Ben Macdui napsala: „Mělo to úžasný a slavnostní účinek, tak divoký, tak solitérní - nikde nikdo kromě mě a naší malé party... Dala jsem si trochu whisky a vody, protože lidé prohlásili, že čistá voda by byla příliš chladná.“
Cairngorms představují významnou překážku v cestách a obchodu přes Skotsko a pomohli vytvořit nepřístupný charakter Vrchoviny, který trvá dodnes. Sedla přes hory, jako je například Lairig Ghru, byly značně používány jako průhon honáky v 19. století pasoucího se dobytka, když hnali stáda dobytka na trh v nížinách z jejich malých farem na Vysočině.
Voda z oblast je odváděna řekami Dee a Spey; ta druhá pak svými dvěma přítoky: Rivers Feshie a Avon.
V pohoří Cairngorms je několik z nejdéle ležících sněhových polí ve Skotsku. Oblast je kvůli extrémní povaze klimatu řídce obydlená. Sněhové pole mohou zůstat na kopcích až do srpna nebo září, např. sníh v Garbh Coire Mor na hoře Braeriach roztál jen pětkrát ve 20. století. Nicméně v posledních několika letech značně pokleslo množství a dlouhověkost Cairngormských sněhových polí. Nejnižší zaznamenaná teplota ve Spojeném království byla dvakrát zaznamenána v pohoří Cairngorms, a to u Braemar, kde teplota -27,2 °C byla zaznamenána dne 11. února 1895 a pak i 10. ledna 1982. Největší britská rychlost větru, 278 km/h, byla zaznamenána na vrcholu hory Cairn Gorm dne 20. března 1986. Jde o místo, kde jsou běžné rychlosti přes 160 km/h.
| Vrcholek hory Cairn Gorm (1 245 m ) 1981–2010 – podnebí | Vrcholek hory Cairn Gorm (1 245 m ) 1981–2010 – podnebí | Vrcholek hory Cairn Gorm (1 245 m ) 1981–2010 – podnebí | Vrcholek hory Cairn Gorm (1 245 m ) 1981–2010 – podnebí | Vrcholek hory Cairn Gorm (1 245 m ) 1981–2010 – podnebí | Vrcholek hory Cairn Gorm (1 245 m ) 1981–2010 – podnebí | Vrcholek hory Cairn Gorm (1 245 m ) 1981–2010 – podnebí | Vrcholek hory Cairn Gorm (1 245 m ) 1981–2010 – podnebí | Vrcholek hory Cairn Gorm (1 245 m ) 1981–2010 – podnebí | Vrcholek hory Cairn Gorm (1 245 m ) 1981–2010 – podnebí | Vrcholek hory Cairn Gorm (1 245 m ) 1981–2010 – podnebí | Vrcholek hory Cairn Gorm (1 245 m ) 1981–2010 – podnebí | Vrcholek hory Cairn Gorm (1 245 m ) 1981–2010 – podnebí | Vrcholek hory Cairn Gorm (1 245 m ) 1981–2010 – podnebí |
| Období                                                  | leden                                                   | únor                                                    | březen                                                  | duben                                                   | květen                                                  | červen                                                  | červenec                                                | srpen                                                   | září                                                    | říjen                                                   | listopad                                                | prosinec                                                | rok                                                     |
| ------------------------------------------------------- | ------------------------------------------------------- | ------------------------------------------------------- | ------------------------------------------------------- | ------------------------------------------------------- | ------------------------------------------------------- | ------------------------------------------------------- | ------------------------------------------------------- | ------------------------------------------------------- | ------------------------------------------------------- | ------------------------------------------------------- | ------------------------------------------------------- | ------------------------------------------------------- | ------------------------------------------------------- |
| Průměrné denní maximum [°C]                             | −1,3                                                    | −1,5                                                    | −0,9                                                    | 1,5                                                     | 4,3                                                     | 7,1                                                     | 9,5                                                     | 9,2                                                     | 6,9                                                     | 3,9                                                     | 0,8                                                     | −0,5                                                    | 3,2                                                     |
| Průměrné denní minimum [°C]                             | −5,5                                                    | −6,5                                                    | −5,0                                                    | −3,4                                                    | −0,9                                                    | 1,7                                                     | 4,2                                                     | 3,9                                                     | 2,1                                                     | −0,7                                                    | −3,3                                                    | −5,1                                                    | −1,5                                                    |
| Zdroj: Met Office prosinec 2012                         |                                                         |                                                         |                                                         |                                                         |                                                         |                                                         |                                                         |                                                         |                                                         |                                                         |                                                         |                                                         |                                                         |

## Geologie
Pohoří Cairngorms bylo vytvořeno 40 miliony let před poslední dobou ledovou, kdy mírné pozvednutí nadzdvihlo rozrušenou parovinu založenou na odkrytém žulovém masivu. Dnes nejvyšší vrcholy představují narušené kopce skalního suku (tzv. tvrdoši). Během ledových dob zůstal ledovcový příkrov, které pokrýval většinu severního Skotska nehybný, přimrzlý k zemi po dlouhou dobu a tak vlastně chránil zaoblené vrcholy a údolí a hluboce zvětralé žulové kopce v této oblasti. Ledovcová eroze je zastoupena v hlubokých údolích, kde oblast narušovala. Mnoho údolí jsou poseto ledovcovými usazeninami z doby ústupu ledovců. Nejslavnější údolí je Lairig Ghru, údolí ve tvaru U, rýha středem hor, nyní částečně zaplněná sutí vytvořené intenzivní mrazovou činností během období trvalého zalednění. Mnoho částí pohoří Cairngorms vykazuje klasické periglaciální zvětrávání, které nastalo během chladných období v oblastech bez ledu.

## Živočichové a rostlinstvo
Národní park Cairngorms je známý svoji divokou přírodou. V oblasti se také nachází původní prales, jeden z posledních svého druhu kdysi rozsáhlých na Britských ostrovech, známý jako Kaledonský les. Velká část zbytků tohoto lesa se nachází v národním parku.
Cairngorms poskytuje prostor pro jedinečné alpské semi-tundrové rašelinné stanoviště, které je domovem mnoha vzácných rostlin, ptáků a živočichů. K neobvyklými druhům ptáků na náhorních plošinách patří žijící a pravidelně se rozmnožující bělokur horský, kulík hnědý, sněhule severní, orel skalní, kos horský a bělokur skotský se sovicí sněžnou, konopkou žlutozobou, jespákem mořským a strnadem severním, kteří jsou tu příležitostně vidět. Lesy obývá tetřev, tetřívek obecný, křivka skotská, křivka velká a sýkora parukářka.
Obzvláštní proslulost má rezervace RSPB (Královské společnosti pro ochranu ptáků) v Abernethy pralese a u jezera Loch Garten. V letních měsících jsou přítomni proslulé páry orlovce říčního, kteří přitahují davy lidí, kteří je touží vidět. Les je domovem ohroženého tetřeva hlušce a endemické křivky skotské.
Žijí zde jelen, srnec, zajíc bělák, kuna lesní, veverka, kočka divoká a vydra, stejně jako cairngormští soby, jediné stádo sobů na Britských ostrovech. Ti se teď potulují v nejvyšších polohách pohoří Cairngorms poté, co byli reintrodukovány v 50. letech 20. století švédskými pastevci. Stádo je nyní stabilní na úrovni kolem 150 jedinců, z nichž někteří se narodili ve Skotsku a někteří byli dovezeni ze Švédska.

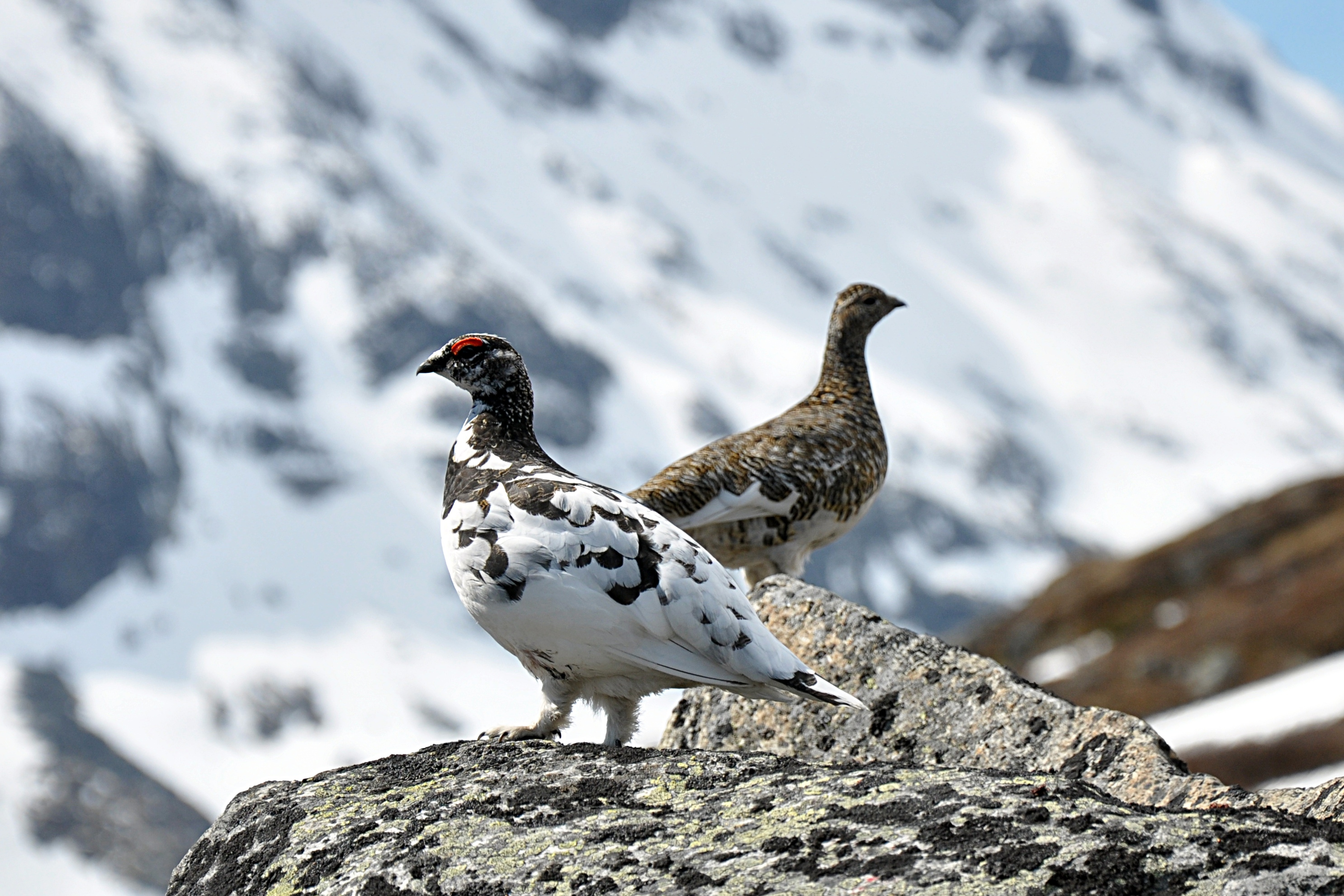
bělokur horský
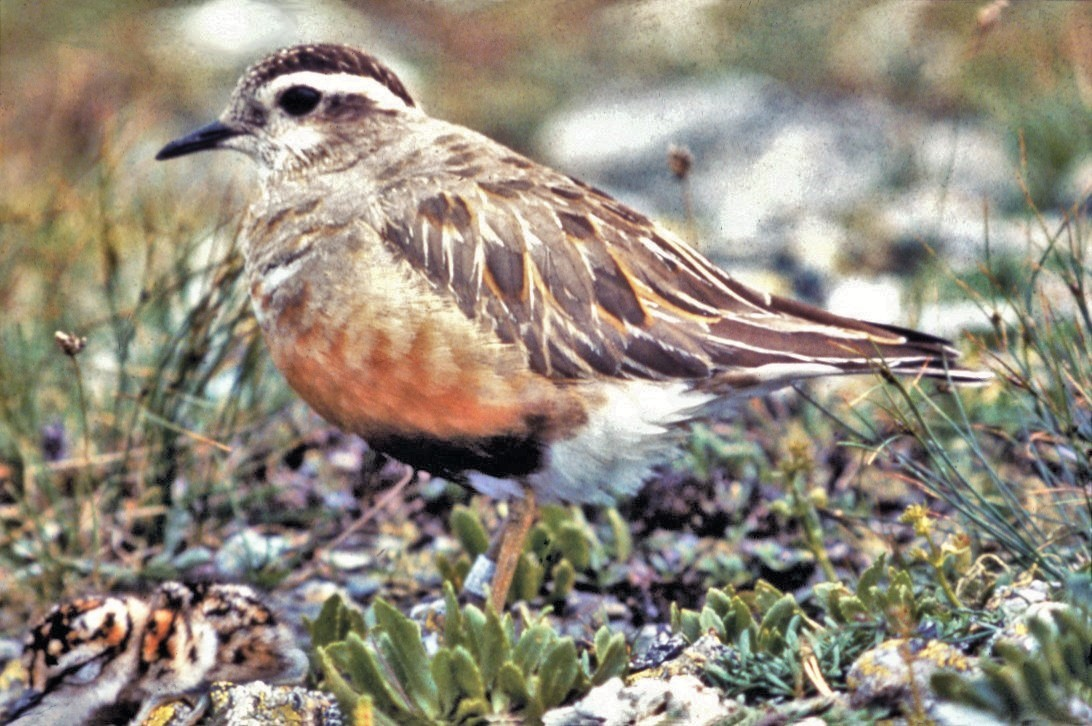
kulík hnědý
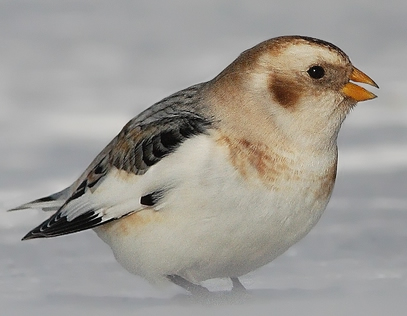
sněhule severní
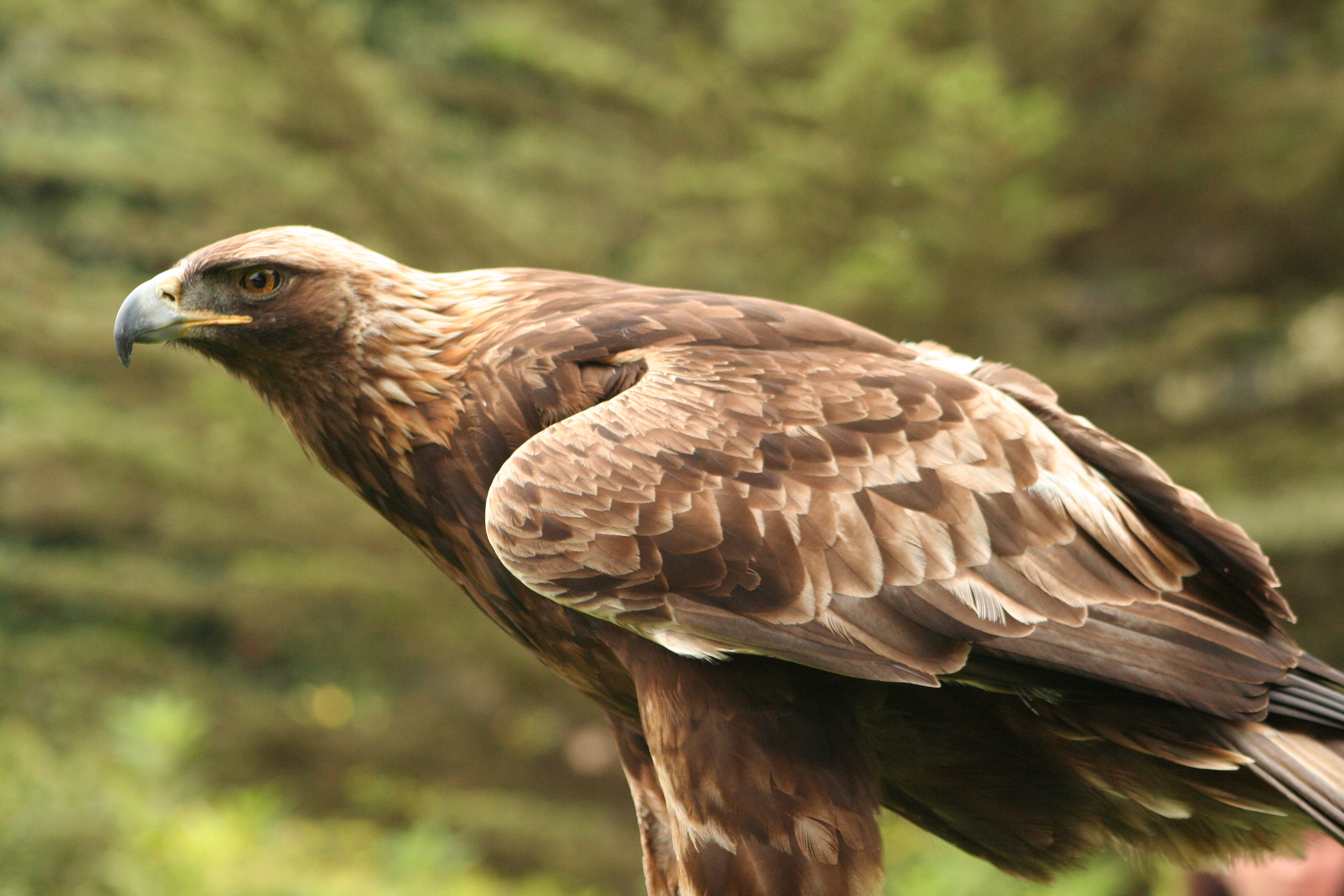
orel skalní
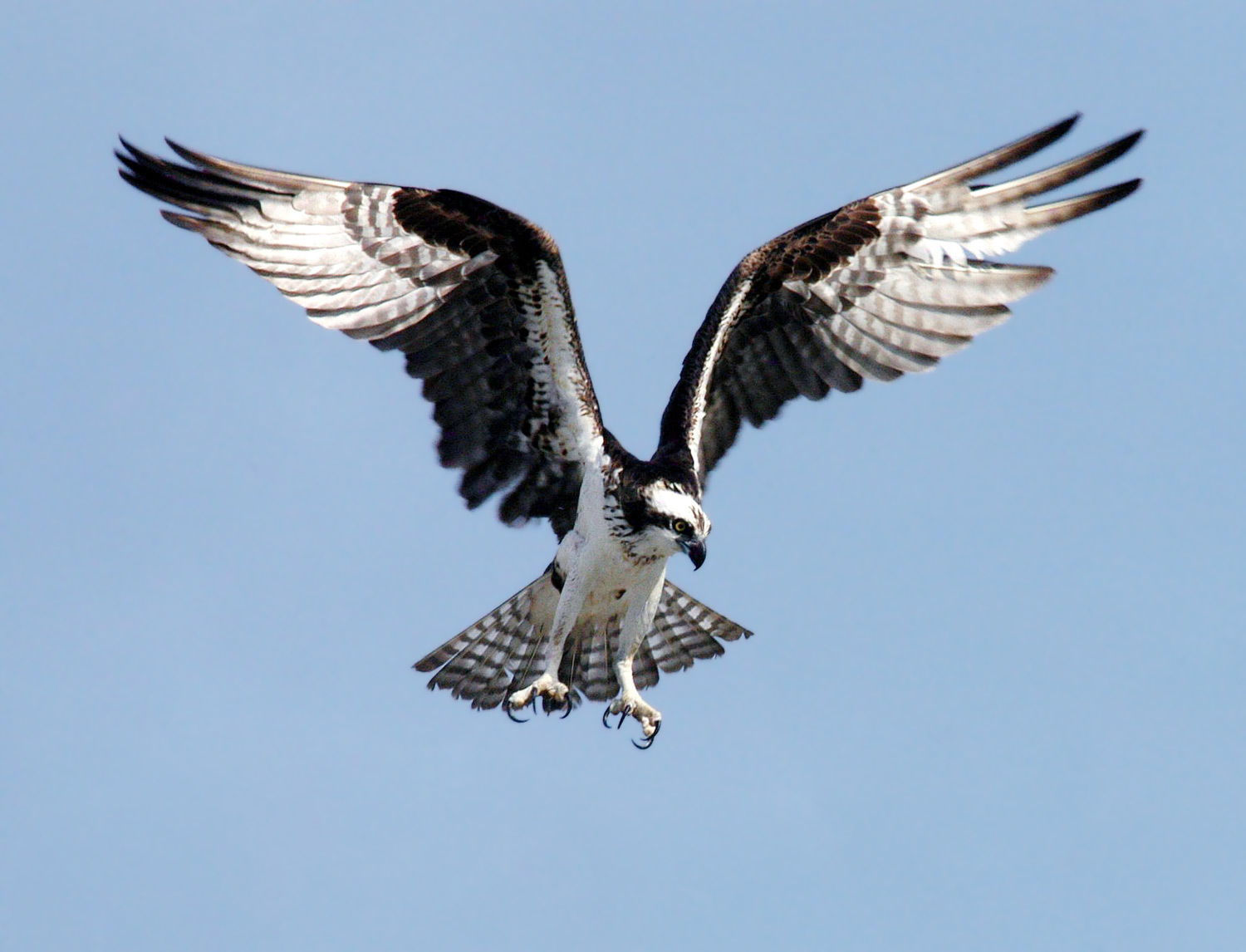
orlovec říční
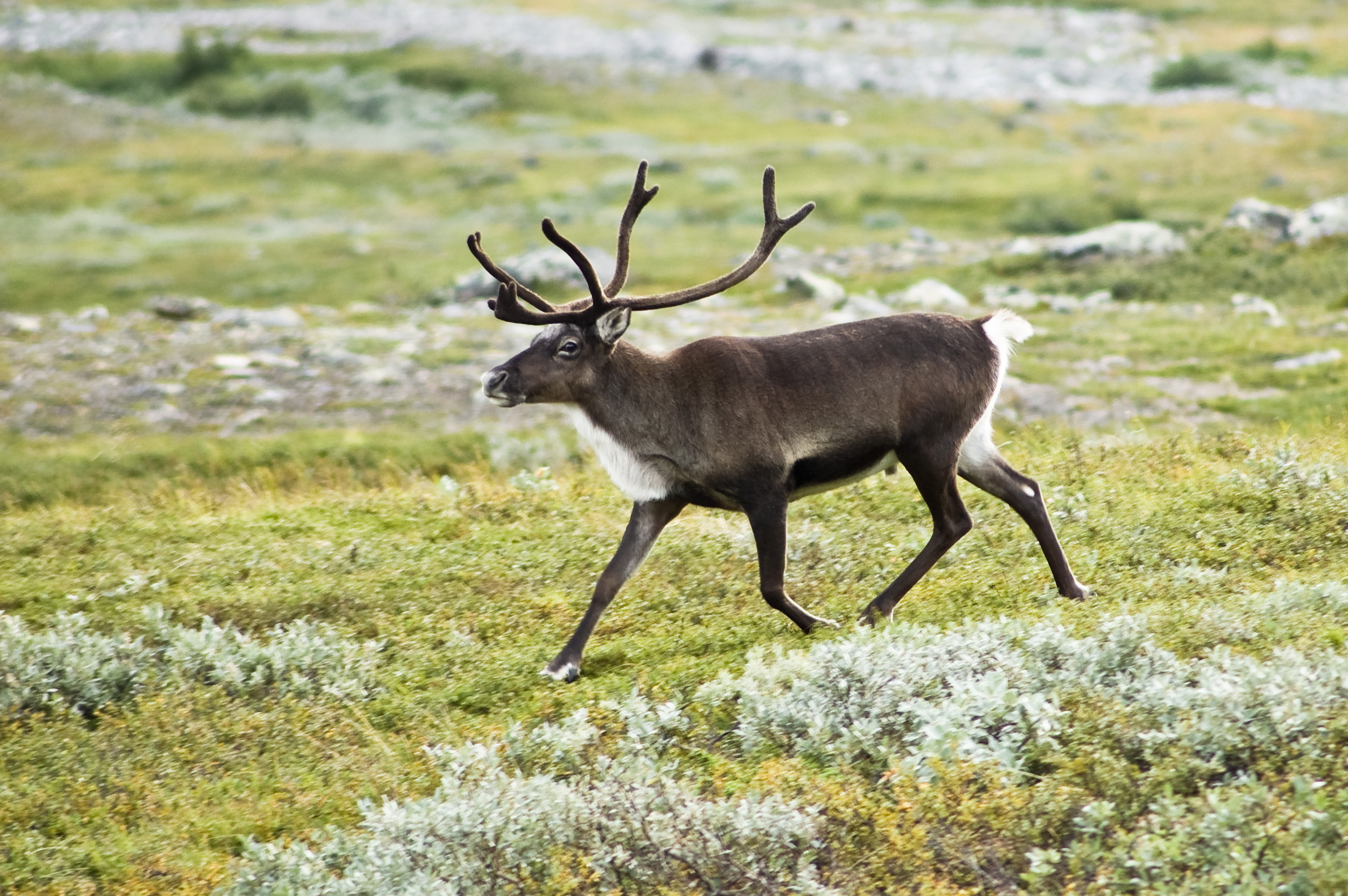
sob polární

### Ohrožení ekosystému
Cairngorms představuje neobvykle studenou horskou oblast s přímořským podnebím na 57. stupni severní šířky. Podle současných modelů globálního oteplování je teoreticky možné, že zde bude teplejší a vlhčí nebo naopak sušší podnebí. Je to prvořadým zájmem vědět pro dlouhodobou ochranu této oblasti. Bělokur horský je považován za indikační druh pro tento proces, i když se nezdá, že by doposud byly narušeny přírodní cykly populace tohoto ptáka.
Další člověkem způsobené hrozby zahrnují problémy oblíbenosti území v zemi, kde jsou jen omezená místa divočiny a velké, relativně bohaté městské populace. Patří mezi ně různé typy rekreací a související škody udupáváním půdy a erozí, vyrušováním, odpadkami a hrozby pro kvalitu vody.

## Volný čas
V pohoří Cairngorms je soustředěno lyžování a průmysl zimních sportů, nachází se tady tři ze pěti skotských letovisek. Jsou to střediska: Cairn Gorm, Glenshee a Lecht.
Na konci roku 2001 zde byla otevřena pozemní lanová dráha, která vede od dolní stanice ve výšce 637 metrů až do střediska Ptarmigan, které se nachází v nadmořské výšce 1097 m, 150 výškových metrů od vrcholu hory Cairn Gorm. Byla vybudována i přes kontroverznost stavby, kdy příznivci dráhy prohlašovali, že přinese cenné turistické příjmy do této oblasti, zatímco oponenti argumentovali, že takový rozvoj je nevhodný pro tuto údajně chráněnou oblast.
Hory jsou také velmi populární pro pěší turistiku, zimní sporty,pozorování ptáků, horolezectví, pronásledování jelenů, plachtění a muškaření. Oblast nicméně může být velmi nebezpečná v době, kdy panují nebezpečné a nepředvídatelné povětrnostní podmínky. Z tohoto důvodu se při pobytu na horách musí přijmout všechna bezpečnostní opatření.
Oblast je také již dlouhodobě přitahována zimními horolezci, zejména její severní kary. Ty se mohou pochlubit, že tu vedla svého času nejtěžší tradiční smíšenou lezecká cesta třídy XI, zvaná "Utrpení".
V blízkosti mostu Feshiebridge se nachází cesta Frank Bruce Sculpturese. Tato krátká trasa vede lesem, kde jsou vystaveny sochy vytvořené Frankem Brucem mezi lety 1965 a 2009.
V roce 1964 se v Cairngorms procházel fyzik Peter Higgs z Edinburghu, když ho napadla slavná idea o narušené symetrii v elektroslabé teorii, která je nyní klíčovým prvkem standardního modelu v částicové fyzice. Stejnojmenný Higgsův boson byl nakonec experimentem detekován v roce 2012.

## Osady v pohoří Cairngorms
- Aviemore
- Tomintoul
- Dulnain Bridge
- Newtonmore
- Dalwhinnie
- Kingussie
- Boat of Garten
- Nethy Bridge
- Ballater
- Braemar
- Carrbridge

## Turistické atrakce
- Hora Cairn Gorm
- Hora Ben Macdui
- Lyžařské centrum Cairn Gorm
- Jezero Loch Morlich
- Parní železnice Strathspey
- Centrum Loch Garten Osprey
- Zbytek kalenonského pralesu Abernethy
- Hora Beinn a' Bhùird
- Park Highland Wildlife
- Lyžařské centrum Glenshee
- Lyžařské centrum Lecht
- Centrum sobů Cairngorm